# Ronde van Frankrijk 2011/Achttiende etappe
De achttiende etappe van de Ronde van Frankrijk 2011 werd verreden op 21 juli 2011 over een afstand van 200,5 kilometer tussen Pinerolo (Italië) en Col du Galibier/Serre Chevalier.

## Verloop
De vroege ontsnapping bestond uit zestien renners waarin onder meer Joost Posthuma, Maxime Monfort en Dries Devenyns.
Aan de voet van de Col d’Agnel kwamen Marcus Burghardt, Jegor Silin en de Mickaël Delage aansluiten bij de zestien. Ze liepen uit tot maximum 9’10”.
Na de Col d’Agnel en de Izoard bleven er nog slechts vijf renners over. Maksim Iglinski haalde eerst de top, voor Nicolas Roche, Monfort, Dries Devenyns en Silin.
Op zestig kilometer van de finish ging Andy Schleck alleen aan de haal. Monfort wachtte zijn kopman op en samen zette ze de afdaling in en kwamen vlug bij de kopgroep. Op de klim naar de Galibier werkte enkel Devenyns mee. Intussen overlegden Samuel Sánchez en Alberto Contador in het peloton over wat hen te doen stond. Maar dat bracht geen aarde aan de dijk, of zoals ze in Nederland zeggen: "dat zette geen zoden aan de dijk". Integendeel, Montfort en Schleck liepen nog uit.
Met nog vijftien kilometer voor de boeg moest Montfort afhaken en Schleck ging alleen verder. De andere favorieten keken naar elkaar, maar er gebeurde niets, zodat Schleck tot vier minuten uitliep en ruim virtueel in het geel stond.
Uiteindelijk nam Cadel Evans toch de leiding en helemaal alleen sleurde hij het peloton voort. Bij het naderen van de top dunde de groep uit. Onder meer Jelle Vanendert en Contador moesten lossen. Thomas Voeckler bleef aanklampen om zijn gele trui te redden. Andy Schleck was ongenaakbaar en haalde alleen de top met meer dan twee minuten op zijn broer Fränk Schleck die in extremis nog van de anderen wegreed. Evans kon de schade beperken tot 2'15" en Voeckler redde nog nipt zijn gele trui met vijftien seconden.
De bus, bestaande uit 89 renners, waaronder Mark Cavendish en Philippe Gilbert was buiten tijd. De organisatie viste hen terug op, zo niet zou het peloton gehalveerd worden. Ze verliezen wel 20 punten in het puntenklassement, wat voor Cavendish een slechte zaak was, want zijn concurrent José Joaquín Rojas haalde wel de tijdslimiet.
| Tussensprint Verzuolo na 46,5 km |                   |        |
| Plaats                           | Naam              | Punten |
| Winnaar                          | Leonardo Duque    | 20     |
| 2                                | Joost Posthuma    | 17     |
| 3                                | Anthony Delaplace | 15     |

| Beklimming Col Agnel na 107 km | Beklimming Col Agnel na 107 km | Beklimming Col Agnel na 107 km | HC cat. 23,7 km à 6,5 % | HC cat. 23,7 km à 6,5 % |
| Plaats                         | Naam                           | Naam                           | Punten                  |                         |
| Winnaar                        | Maksim Iglinski                | Maksim Iglinski                | 20                      |                         |
| 2                              | Johnny Hoogerland              | Johnny Hoogerland              | 16                      |                         |
| 3                              | Dries Devenyns                 | Dries Devenyns                 | 12                      |                         |
| 4                              | Maxime Monfort                 | Maxime Monfort                 | 8                       |                         |
| 5                              | Pablo Urtasun                  | Pablo Urtasun                  | 4                       |                         |
| 6                              | Jegor Silin                    | Jegor Silin                    | 2                       |                         |

| Beklimming Col d'Izoard na 145,5 km | Beklimming Col d'Izoard na 145,5 km | Beklimming Col d'Izoard na 145,5 km | HC cat. 14,1 km à 7,3 % | HC cat. 14,1 km à 7,3 % |
| Plaats                              | Naam                                | Naam                                | Punten                  |                         |
| Winnaar                             | Maksim Iglinski                     | Maksim Iglinski                     | 20                      |                         |
| 2                                   | Nicolas Roche                       | Nicolas Roche                       | 16                      |                         |
| 3                                   | Maxime Monfort                      | Maxime Monfort                      | 12                      |                         |
| 4                                   | Dries Devenyns                      | Dries Devenyns                      | 8                       |                         |
| 5                                   | Jegor Silin                         | Jegor Silin                         | 4                       |                         |
| 6                                   | Andy Schleck                        | Andy Schleck                        | 2                       |                         |

| Beklimming Col du Galibier na 200,5 km | Beklimming Col du Galibier na 200,5 km | Beklimming Col du Galibier na 200,5 km | HC cat. 22,8 km à 4,9 % | HC cat. 22,8 km à 4,9 % |
| Plaats                                 | Naam                                   | Naam                                   | Punten                  |                         |
| Winnaar                                | Andy Schleck                           | Andy Schleck                           | 40                      |                         |
| 2                                      | Fränk Schleck                          | Fränk Schleck                          | 32                      |                         |
| 3                                      | Cadel Evans                            | Cadel Evans                            | 24                      |                         |
| 4                                      | Ivan Basso                             | Ivan Basso                             | 16                      |                         |
| 5                                      | Thomas Voeckler                        | Thomas Voeckler                        | 8                       |                         |
| 6                                      | Pierre Rolland                         | Pierre Rolland                         | 4                       |                         |

## Uitslagen
| Rituitslag |                 |                             |           |
| Plaats     | Naam            | Ploeg                       | Tijd      |
| Winnaar    | Andy Schleck    | Team Leopard-Trek           | 6u07'56"  |
| 2          | Fränk Schleck   | Team Leopard-Trek           | op 02'07  |
| 3          | Cadel Evans     | BMC Racing Team             | op 02'15" |
| 4          | Ivan Basso      | Liquigas-Cannondale         | op 02'18" |
| 5          | Thomas Voeckler | Team Europcar               | op 02'21" |
| 6          | Pierre Rolland  | Team Europcar               | op 02'27" |
| 7          | Damiano Cunego  | Lampre-ISD                  | op 02'33" |
| 8          | Rein Taaramäe   | Cofidis, le crédit en ligne | op 03'22" |
| 9          | Tom Danielson   | Team Garmin-Cervélo         | op 03'25" |
| 10         | Ryder Hesjedal  | Team Garmin-Cervélo         | op 03'31" |
|            |                 |                             |           |
| 14         | Jelle Vanendert | Omega Pharma-Lotto          | op 03'50" |
| 21         | Robert Gesink   | Rabobank                    | op 05'35" |

| Strijdlustigste renner |              |                   |
|                        | Naam         | Ploeg             |
|                        | Andy Schleck | Team Leopard-Trek |

## Klassementen
| Algemeen Klassement |                        |                     |           |
| Plaats              | Naam                   | Ploeg               | Tijd      |
| Gele trui           | Thomas Voeckler        | Team Europcar       | 79u34'06" |
| 2                   | Andy Schleck           | Team Leopard-Trek   | op 00'15" |
| 3                   | Fränk Schleck          | Team Leopard-Trek   | op 01'08" |
| 4                   | Cadel Evans            | BMC Racing Team     | op 01'12" |
| 5                   | Damiano Cunego         | Lampre-ISD          | op 03'46" |
| 6                   | Ivan Basso             | Liquigas-Cannondale | op 03'46" |
| 7                   | Alberto Contador       | Saxo Bank-Sungard   | op 04'44" |
| 8                   | Samuel Sánchez         | Euskaltel-Euskadi   | op 05'20" |
| 9                   | Tom Danielson          | Team Garmin-Cervélo | op 07'08" |
| 10                  | Jean-Christophe Péraud | AG2R-La Mondiale    | op 07'36" |
|                     |                        |                     |           |
| 13                  | Kevin De Weert         | Quick Step          | op 11'21" |
| 20                  | Rob Ruijgh             | Vacansoleil-DCM     | op 20'05" |

| Ploegenklassement |                     |             |
| Plaats            | Ploeg               | Tijd        |
|                   | Team Garmin-Cervélo | 238u16'08"  |
| 2                 | AG2R-La Mondiale    | op 10'30"   |
| 3                 | Team Leopard-Trek   | op 11'06"   |
| 4                 | Team Katjoesja      | op 28'42"   |
| 5                 | Team Europcar       | op 29'21"   |
| 6                 | Sky ProCycling      | op 39'26"   |
| 7                 | Euskaltel-Euskadi   | op 42'26"   |
| 8                 | Saxo Bank-Sungard   | op 46'22"   |
| 9                 | Team RadioShack     | op 1'18'37" |
| 10                | Française des Jeux  | op 1'18'49" |

## Nevenklassementen
| Puntenklassement |                    |                    |        |
| Plaats           | Naam               | Ploeg              | Punten |
| Groene trui      | Mark Cavendish     | Team HTC-High Road | 300    |
| 2                | José Joaquín Rojas | Team Movistar      | 285    |
| 3                | Philippe Gilbert   | Omega Pharma-Lotto | 230    |
|                  |                    |                    |        |
| 33               | Maarten Tjallingii | Rabobank           | 42     |

| Bergklassement |                   |                    |        |
| Plaats         | Naam              | Ploeg              | Punten |
| Bolletjestrui  | Jelle Vanendert   | Omega Pharma-Lotto | 74     |
| 2              | Samuel Sánchez    | Euskaltel-Euskadi  | 72     |
| 3              | Andy Schleck      | Team Leopard-Trek  | 70     |
|                |                   |                    |        |
| 9              | Johnny Hoogerland | Vacansoleil-DCM    | 38     |

| Jongerenklassement |                 |                             |             |
| Plaats             | Naam            | Ploeg                       | Tijd        |
| Witte trui         | Rein Taaramäe   | Cofidis, le crédit en ligne | 79u43'42"   |
| 2                  | Pierre Rolland  | Team Europcar               | op 00'33"   |
| 3                  | Rigoberto Urán  | Sky ProCycling              | op 03'10"   |
|                    |                 |                             |             |
| 6                  | Rob Ruijgh      | Vacansoleil-DCM             | op 10'29"   |
| 17                 | Thomas De Gendt | Vacansoleil-DCM             | op 1u43'52" |

## Opgave
- Leonardo Bertagnolli (Lampre-ISD).

1e etappe ·
2e etappe ·
3e etappe ·
4e etappe ·
5e etappe ·
6e etappe ·
7e etappe ·
8e etappe ·
9e etappe ·
10e etappe ·
11e etappe ·
12e etappe ·
13e etappe ·
14e etappe ·
15e etappe ·
16e etappe ·
17e etappe ·
18e etappe ·
19e etappe ·
20e etappe ·
21e etappe
Startlijst · Eindstanden · Afbeeldingen